# Passo di Santa Barbara
Il passo di Santa Barbara o dell'Angelone è un valico dell'Appennino ligure, situato nel comune di Coli in provincia di Piacenza, a 1136 m, mette in comunicazione la val Trebbia con la val Perino. 
Si trova lungo la strada provinciale 57 degli Aserei che collega la val Trebbia, attraverso Coli, con la val Perino attraverso Pradovera, Aglio e Perino. La strada provinciale 57 a Pradovera si innesta con la Strada statale 654 di Val Nure che porta verso Farini e la val Nure.
Il passo è caratterizzato dalla statua di San Michele Arcangelo, dotata da spada e ali per cui viene indicata anche come l'Angelone, posta al centro della rotonda da cui si dipartono quattro strade, i due rami della provinciale 57, la strada asfaltata che conduce alla pineta di Sant'Agostino e una carrareccia sterrata.
Il fondo stradale della strada provinciale 57 è interamente asfaltato.